# Leuchtturm Salacgrīva
Der Leuchtturm Salacgrīva (lettisch Salacgrīvas bāka) ist ein nicht mehr genutzter viereckiger Mauerwerksturm, der sich in Salacgrīva in der Region Vidzeme in Lettland befindet. Er wurde von der Rigaer Hafenbehörde verwaltet.
Der Leuchtturm wurde 1933 an der Mündung des Flusses Salaca am Hafen von Salacgrīva errichtet. Er ist 8,5 m hoch mit Galerie und roter Laterne. Der Leuchtturm ist seit 1970 nicht mehr in Betrieb und wurde außerhalb des Hafengebiets wieder aufgebaut, um an seinem ursprünglichen Standort Lagermöglichkeiten zu schaffen.
Er wurde durch Richtfeuer auf einem vorderen und hinteren Metallskelettturm mit schwarz-weiß gestrichenen Tageslichtmarkierungen  ersetzt (Baken: Unterfeuer, Oberfeuer). Diese senden einen roten Blitz mit einer Reichweite von 9 sm (16,7 km) aus 9 bzw. 24 m Lampenhöhe.

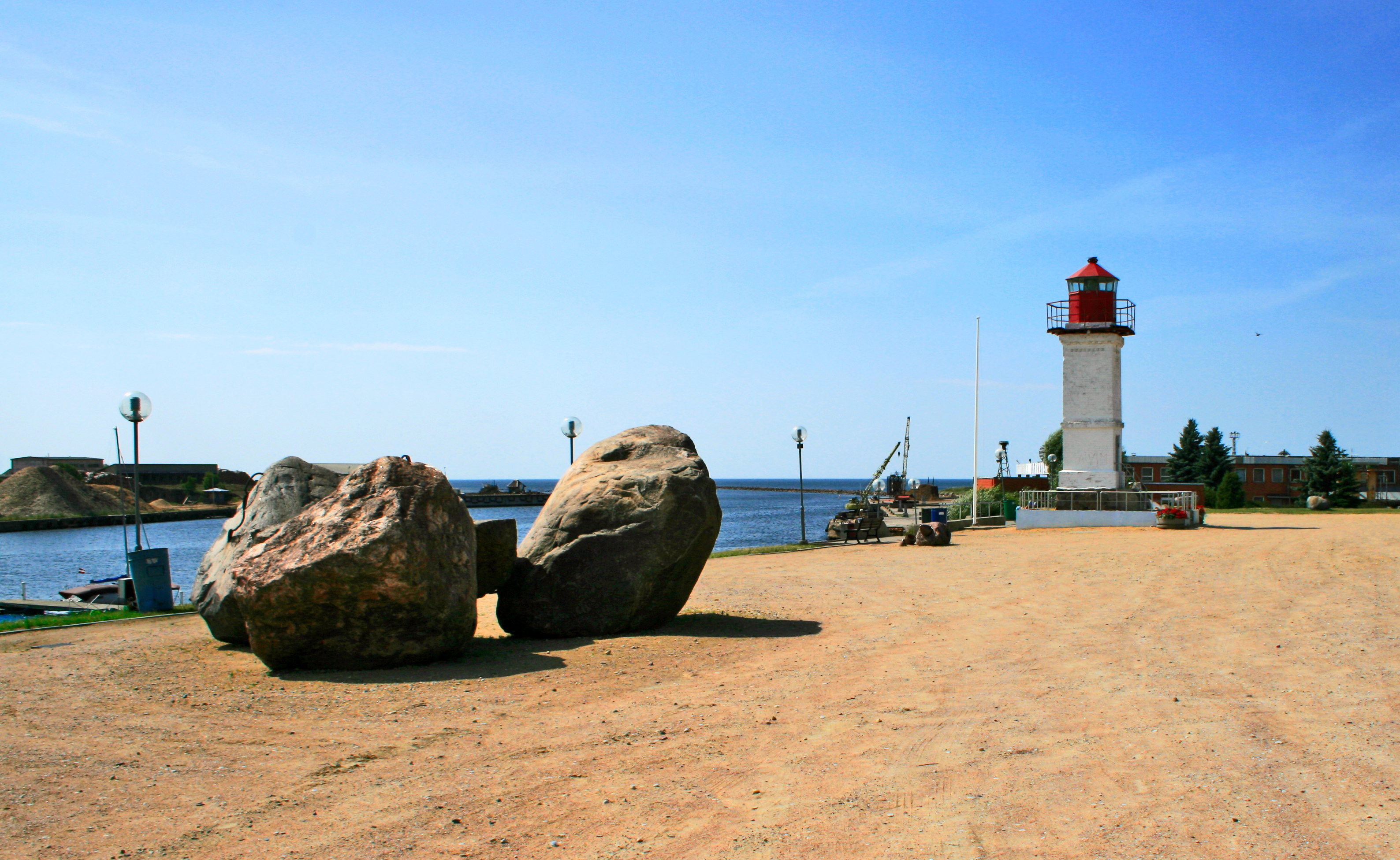
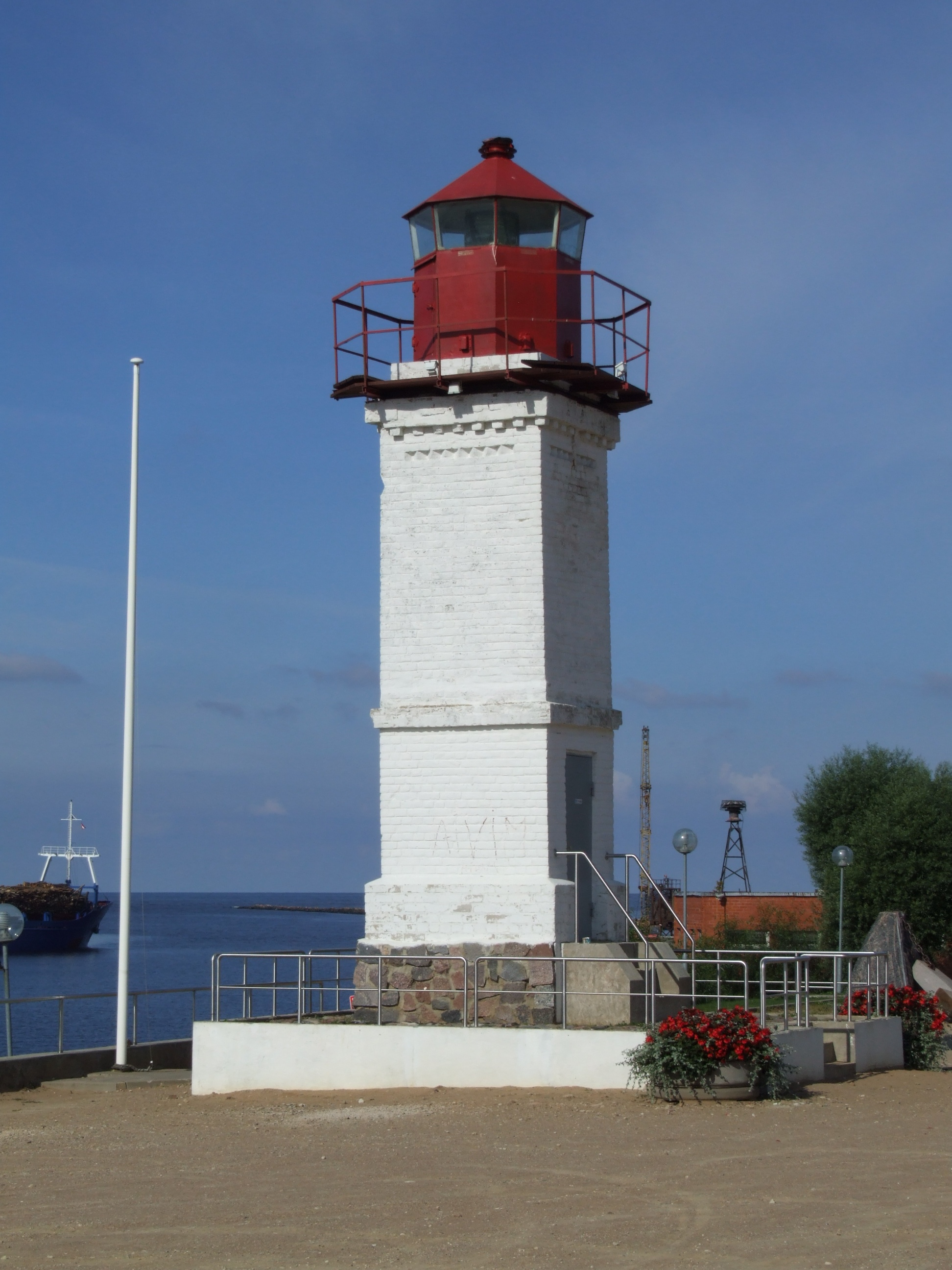
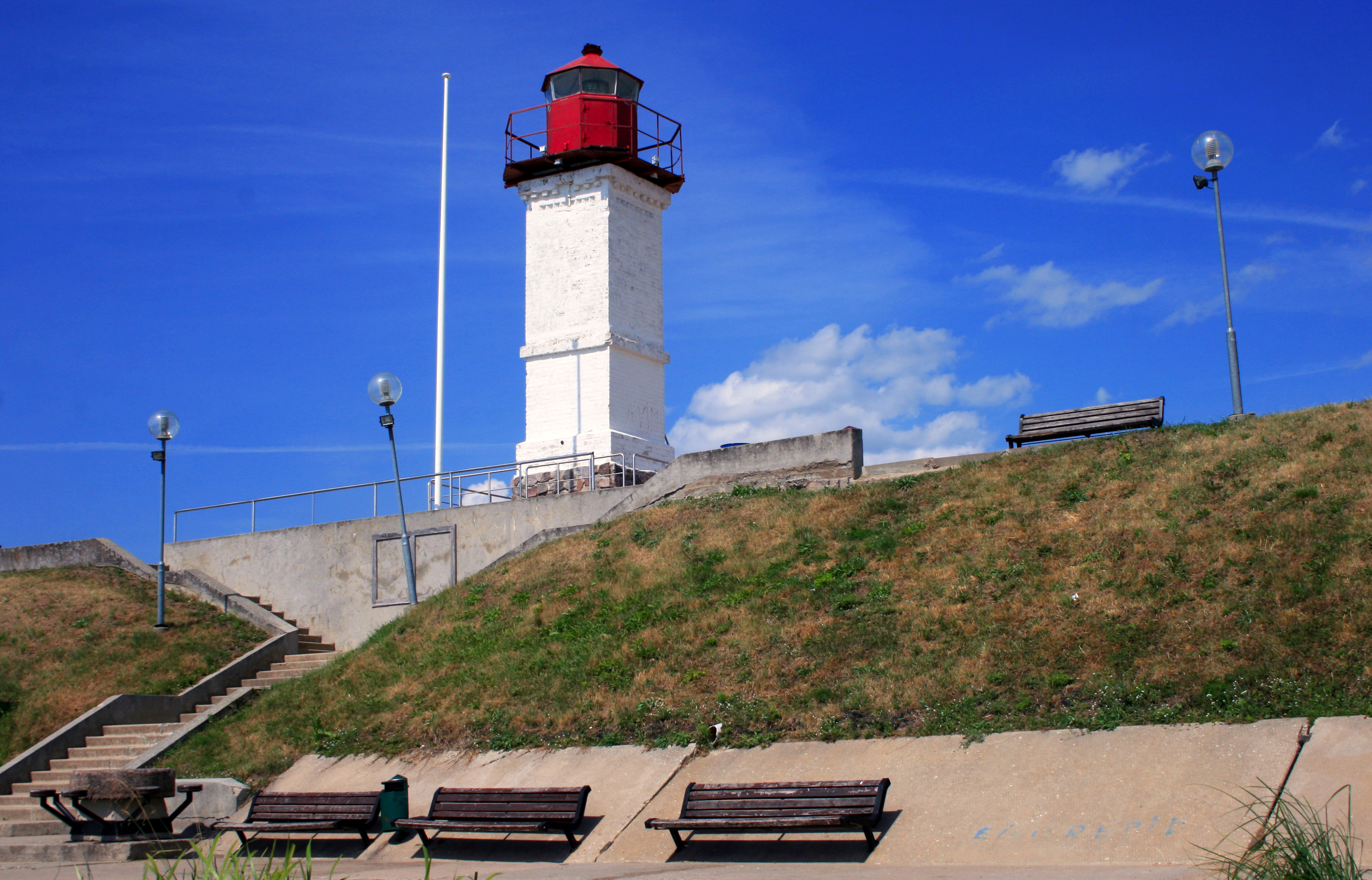